# Helena (księżniczka grecka i duńska)

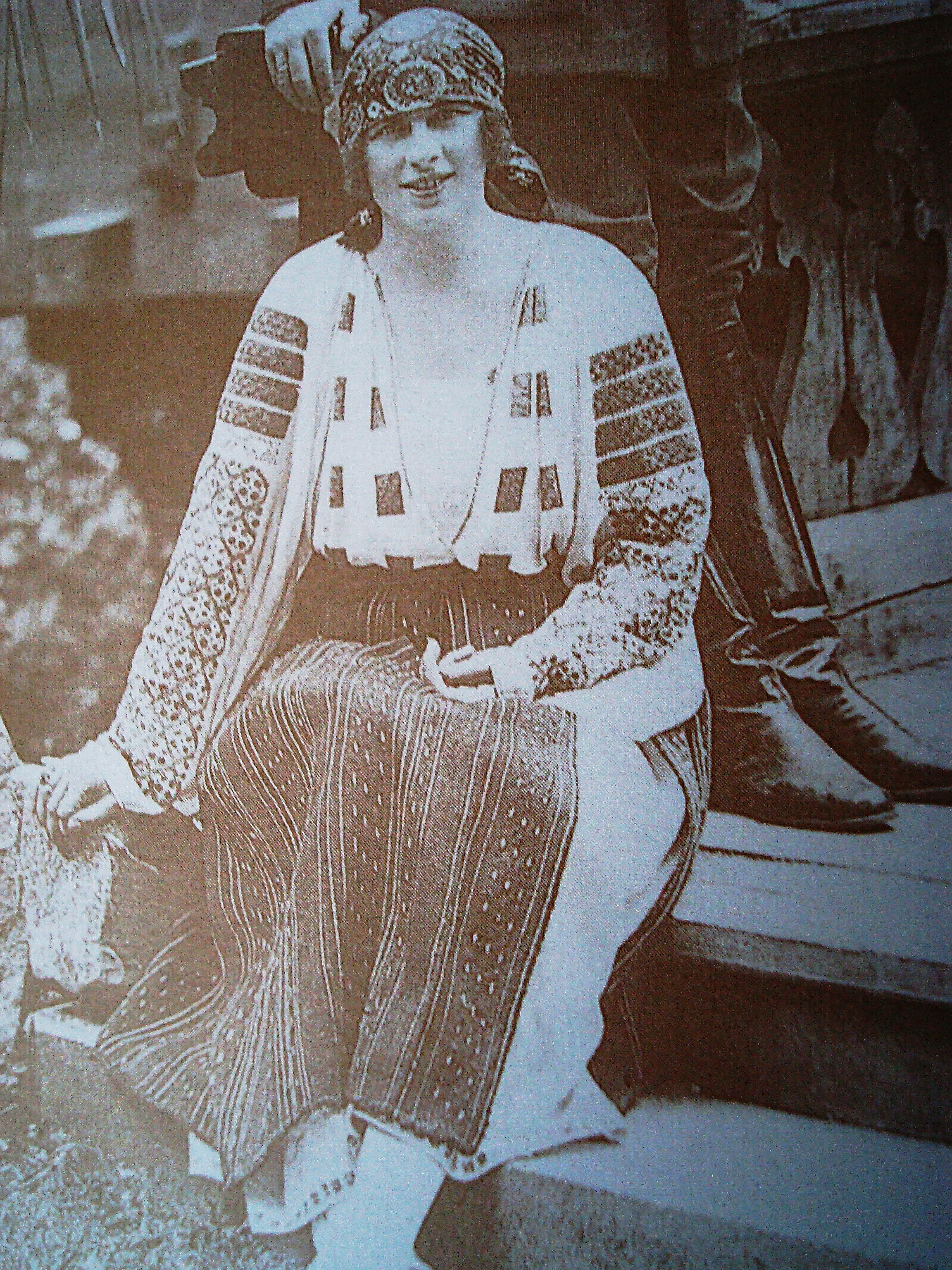
Księżna Helena

Helena, księżniczka grecka i duńska (ur. 2 maja 1896 w Atenach, zm. 28 listopada 1982 w Lozannie), księżniczka Grecji i Danii, żona króla Rumunii Karola II, matka Michała I.

## Życiorys
Helena urodziła się jako córka króla Grecji, Konstantyna, i jego żony, królowej Zofii.
10 marca 1921 wyszła za mąż za Karola, następcę rumuńskiego tronu. Gdy Helena spełniła obowiązek dynastyczny rodząc syna, Michała, jej mąż zaczął się od niej stopniowo oddalać.
Mąż Heleny wyjechał z kraju po zrzeczeniu się tronu w 1926 roku, wraz z kochanką, Magdą Lupescu. Już rok później, po śmierci króla Ferdynanda jej syn został ogłoszony królem. Karol wrócił do Rumunii w 1930 roku obejmując tron, obiecał przy tym poprawę stosunków z żoną.
Mąż Heleny nie dotrzymał jednak słowa i na nowo związał się z Magdą Lupescu. Nie mogąc dłużej znieść upokorzenia, Helena zażądała rozwodu, a następnie – latem 1932 roku – przeniosła się do Włoch, wyczerpana ciągłymi konfliktami z byłym mężem na temat wychowania syna.
Królowa Helena zaangażowała się w ratowanie rumuńskich Żydów, za co – w 1993 – została pośmiertnie odznaczona medalem Sprawiedliwy wśród Narodów Świata.